# Nationalstadion
Als Nationalstadion wird jenes Stadion eines Staats bezeichnet, das zu dessen Repräsentation dient. Ein Nationalstadion zeichnet sich üblicherweise durch ein großes Fassungsvermögen seiner Tribünen aus und ist Austragungsort wichtiger Veranstaltungen wie Länderspielen im Fußball oder häufig dem nationalen Pokalfinale. Auch Ereignisse von nationaler Bedeutung – wie beispielsweise Feierlichkeiten zur Unabhängigkeit – finden meist in Nationalstadien statt.

## Fußball
Nicht alle Staaten haben ein Nationalstadion bestimmt.

### Staaten mit Nationalstadion (Auswahl)
In den folgenden Staaten werden beispielsweise Fußball-Länderspiele überwiegend in einem Nationalstadion ausgetragen. Die meisten dieser Stadien sind in oder nahe der jeweiligen Hauptstadt gelegen (Ausnahmen stellen beispielsweise Schottland und Israel dar).
- Albanien: Air Albania Stadium (Tirana)
- Brunei: Hassanal Bolkiah National Stadium (Bandar Seri Begawan)
- Chile: Estadio Nacional de Chile (Santiago de Chile)
- Volksrepublik China: Nationalstadion Peking
- Dänemark: Parken (Kopenhagen)
- England: Wembley-Stadion (Fußball) / Twickenham Stadium (Rugby) / London Stadium (Leichtathletik, alle drei in London)
- Frankreich: Stade de France (Saint-Denis)
- Griechenland: Olympiastadion Athen (Fußball und Leichtathletik)
- Iran: Azadi-Stadion (Teheran)
- Irland: Aviva Stadium (Fußball und Rugby, Dublin) / Croke Park (traditionelle irische Sportarten, Dublin)
- Israel: Teddy-Stadion (Jerusalem)
- Japan: Nationalstadion (Tokio), Nissan-Stadion (Yokohama)
- Liechtenstein: Rheinpark Stadion (Vaduz)
- Malaysia: Nationalstadion Bukit Jalil (Kuala Lumpur)
- Malta: Ta’ Qali-Stadion (Attard)
- Namibia: Independence Stadium (nationale Feierlichkeiten und Fußball, Windhoek) / Hage-Geingob-Stadion (Rugby, Windhoek)
- Nigeria: Godswill Akpabio International Stadium (Uyo)
- Nordirland: Windsor Park (Belfast)
- Nordkorea: Stadion Erster Mai (Pjöngjang)
- Österreich: Ernst-Happel-Stadion (Wien)
- Polen: Stadion Narodowy (Warschau) / Narodowy Stadion Rugby (Rugby, Gdynia)
- Rumänien: Arena Națională (Bukarest)
- Schottland: Hampden Park (Fußball, Glasgow) / Murrayfield Stadium (Rugby, Edinburgh)
- Schweden: Strawberry Arena (Solna)
- Senegal: Stade du Senegal (Diamniadio)
- Serbien: Nationalstadion Serbien (Belgrad)
- Singapur: Nationalstadion Singapur
- Slowakei: Národný futbalový štadión (Bratislava)
- Thailand: Rajamangala Stadium (Bangkok)
- Ukraine: Olympiastadion Kiew
- Ungarn: Puskás Aréna (Budapest)
- Vietnam: Mỹ-Đình-Nationalstadion (Hanoi)
- Wales: Millennium Stadium (Cardiff)
- Zypern: GSP-Stadion (Nikosia)

### Staaten ohne Nationalstadion (Auswahl)
In den folgenden Staaten werden wichtige Ereignisse – wie beispielsweise Fußball-Länderspiele – in verschiedenen Stadien ausgetragen, wobei große Stadien – die von ihrer Größe durchaus mit Nationalstadien vergleichbar sind – häufiger zum Zuge kommen:
- Deutschland
- Italien
- Niederlande
- Schweiz
- Spanien
- Vereinigte Staaten